# Aulhat-Saint-Privat
Aulhat-Saint-Privat ist eine Ortschaft und eine ehemalige französische Gemeinde im Département Puy-de-Dôme in der Region Auvergne-Rhône-Alpes. Sie gehörte zum Arrondissement Issoire und zum gleichnamigen Kanton.
Mit Wirkung vom 1. Januar 2016 wurden die bisher eigenständige Gemeinden Aulhat-Saint-Privat und Flat zur Commune nouvelle Aulhat-Flat fusioniert und haben in der neuen Gemeinde den Status einer Commune déléguée mit 479 Einwohnern (Stand: 1. Januar 2022). Der Verwaltungssitz der Gemeinde Aulhat-Flat befindet sich im Ort Flat.

## Lage
Nachbarorte sind Flat im Westen, Saint-Babel im Nordwesten, Manglieu im Nordosten, Sauxillanges im Südosten und Brenat im Süden.

## Bevölkerungsentwicklung
| Jahr      | 1962 | 1968 | 1975 | 1982 | 1990 | 1999 | 2008 | 2015 |
| --------- | ---- | ---- | ---- | ---- | ---- | ---- | ---- | ---- |
| Einwohner | 340  | 290  | 270  | 303  | 322  | 296  | 348  | 413  |